# Tis (fiume)
Il Tis (in russo Тис?) è un fiume della Russia siberiana orientale, affluente di destra dell'Enisej. Scorre nei rajon Severo-Enisejskij ed Enisejskij del Territorio di Krasnojarsk.
Il fiume proviene dalla parte nord-occidentale delle Alture dello Enisej e scorre prevalentemente in direzione sud-occidentale; sfocia nell'Enisej a 1 873 km dalla foce. Ha una lunghezza di 137 km e il suo bacino è di 2 700 km².